# Match des étoiles de la Ligue majeure de baseball

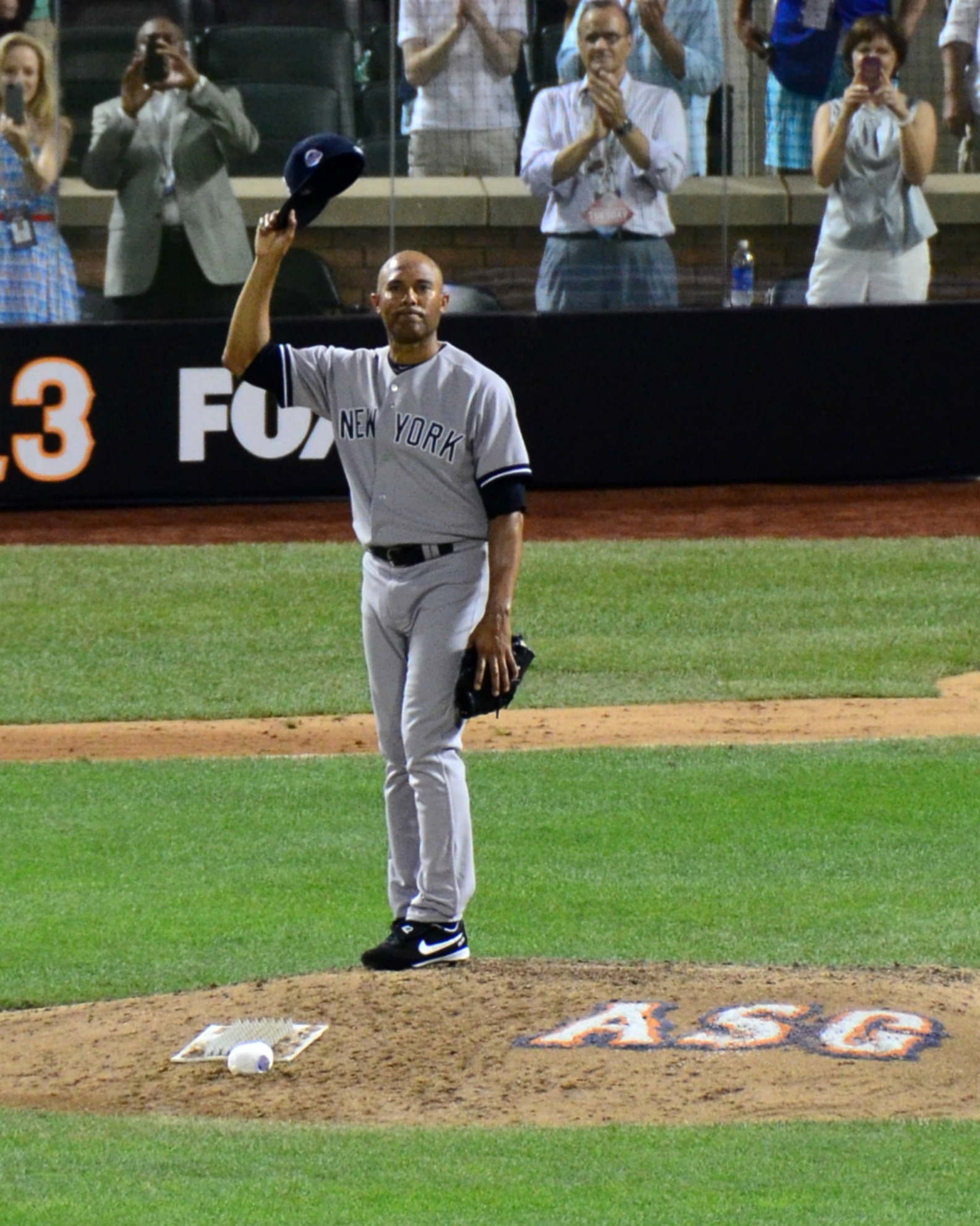
Mariano Rivera reçoit une ovation à son dernier match d'étoiles, en 2013 à New York.

Le Match des étoiles de la Ligue majeure de baseball (Major League Baseball All-Star Game) est un match annuel de baseball disputé par l'équipe des étoiles de la Ligue américaine et la Ligue nationale. Les joueurs de la formation de départ sont choisis par un vote entre les fans, à l'exception des lanceurs qui sont, à l'instar des joueurs réservistes, invités par les entraîneurs. Le match est disputé chaque année vers le milieu du mois de juillet.

## Historique

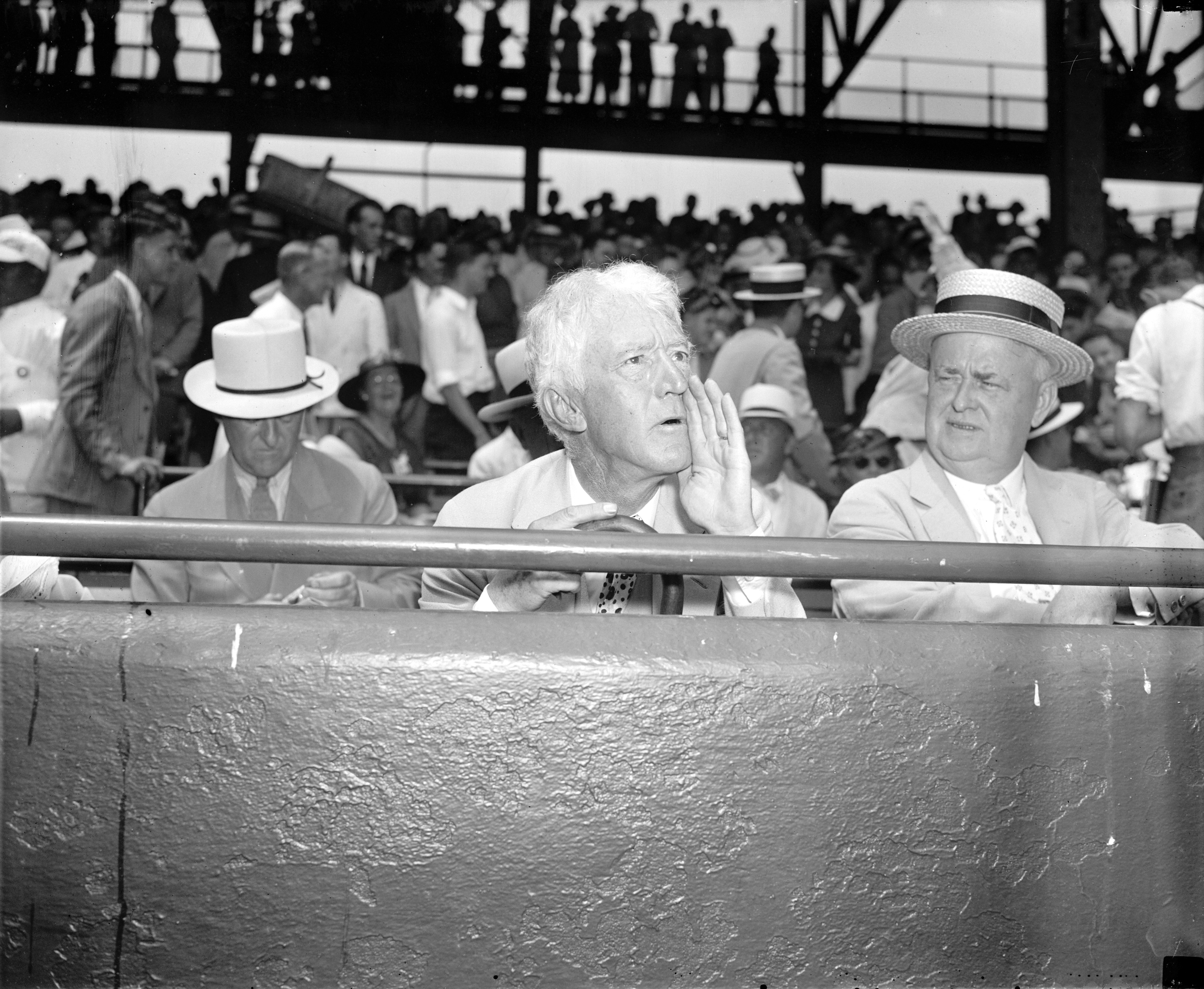
Le commissaire du baseball Kenesaw Mountain Landis assiste à la partie d'étoiles de 1937 au Griffith Stadium de Washington.

La première partie des étoiles a eu lieu à Chicago, le 6 juillet 1933. L’événement a été présenté dans le cadre de l’exposition universelle qui se tenait à Chicago cette année-là. L’initiative revient au journaliste sportif Arch Ward, du Chicago Tribune, qui avait imaginé un affrontement entre les meilleurs joueurs de la Ligue Nationale et de la Ligue Américaine de baseball. Le trophée Arch Ward a d’ailleurs été créé pour l’occasion, destiné à être remis au joueur le plus utile du match (MVP). L’événement ne devait pas se répéter, mais son succès en a fait un événement annuel. Le match de 2008 marquait le 75e anniversaire de la présentation de la première rencontre, qui a eu lieu à toutes les années, sauf en 1945 en raison de la Seconde Guerre mondiale.
De 1959 à 1962, les ligues majeures ont présenté deux parties, un affrontement étant disputé dans un stade des deux ligues. Ces deux rencontres étaient alors séparées de quelques semaines, sauf en 1960 où elles étaient disputées à un intervalle d’à peine deux jours.
En 1970 au Riverfront Stadium de Cincinnati survient l'un des incidents les plus célèbres de la partie d'étoiles, alors que Pete Rose des Reds de Cincinnati est impliqué dans une violente collision au marbre avec le receveur Ray Fosse des Indians de Cleveland, blessant ce dernier. Rose fut critiqué pour avoir démontré tant d'agressivité dans un match qui se veut amical et ne compte pas pour le classement des équipes.
En 1982, le match des étoiles était présenté pour la première fois à l'extérieur des États-Unis. La rencontre a eu lieu à Montréal. La partie ne sera disputée qu'une seule autre fois au Canada : à Toronto, en 1991.
En 1985, un concours de coups de circuit (Home Run Derby) a été ajouté au match des étoiles. Présentée la veille de la partie, cette compétition regroupe les meilleurs frappeurs de puissance des deux ligues et vise à déterminer lequel parviendra à frapper le plus de coups de circuit. La formule a un peu changé au cours des années. Certaines années, on désigne des frappeurs provenant de différents pays pour donner une saveur internationale à la compétition. Le concours de coups de circuit demeure un des attraits de la pause du match des Étoiles et cette tradition est toujours présentée à la télévision.
En 1989, le frappeur désigné est utilisé pour la première fois, puisque le match est disputé dans un stade de la Ligue Américaine. Depuis cette rencontre, il y a un frappeur désigné à toutes les fois où le match a lieu dans un stade de la Ligue Américaine.
En 1999, une partie présentant les futures étoiles du baseball majeur (All-Star Futures Game) a été présentée pour la première fois. Cette partie vise à faire connaître au public les joueurs qui se démarquent dans les rangs mineurs et qui n’ont toujours pas accédé aux ligues majeurs. La partie est également devenue une tradition de la pause du match des étoiles. Une partie de softball regroupant d’anciennes vedettes des ligues majeures et des célébrités de divers domaines, présentée avant le concours de coups de circuit, fait aussi partie, depuis 2001, de l’événement.
En 2002, l’événement allait plonger le baseball majeur dans l’embarras. Comme le match des étoiles était une rencontre qui n’avait aucune incidence sur la saison, les gérants des deux équipes tentaient de faire jouer le plus grand nombre de joueurs, même si ceux-ci ne participaient qu’à un petit nombre de manches. Comme l’égalité persistait après la neuvième manche du match, les deux équipes ont dû aller en manches supplémentaires. Toutefois, trois manches de plus n’avaient toujours pu établir un gagnant et les gérants des deux équipes avaient utilisé tous leurs lanceurs. Le commissaire Bud Selig a donc déclaré un match nul.
Dès l’année suivante, il a été décidé par les autorités des ligues majeures que le match des étoiles aurait des répercussions sur la Série Mondiale : l’équipe qui représente maintenant la ligue qui a gagné le match des étoiles bénéficie de l’avantage du terrain lors du championnat de fin de saison. L'avantage du terrain en Série mondiale est ainsi décidé de 2003 à 2016, puis abandonné à partir de 2017.
En 2008, le match des étoiles disputé à New York marquait la dernière année du Yankee Stadium, légendaire stade destiné à la démolition. Au total après le match des étoiles 2014, la Ligue nationale a gagné 43 matchs, la Ligue américaine 40, et deux matchs ont fini par une égalité : celui de 2002 et un des matchs de 1961, interrompu par la pluie alors que le compte était égal.
Le match d'étoiles 2016 est disputé le 12 juillet 2016 au Petco Park de San Diego et remporté par la Ligue américaine, 4-2 sur la Ligue nationale. 
Le match d'étoiles 2017 est programmé pour le 11 juillet 2017 au Marlins Park de Miami.
Le match d'étoiles 2019 est programmé pour le 9 juillet 2019 au Progressive Field de Cleveland.

## Joueurs et gérants
Habituellement, les gérants des deux ligues sont ceux qui ont conduit leur équipe à la Série Mondiale la saison précédente. Ils choisissent les autres instructeurs de leur formation parmi les gérants des autres équipes des ligues majeures.
Les neuf joueurs qui commencent la partie sont choisis par un vote des fans. Un joueur est choisi pour chaque position : lanceur, premier but, deuxième but, troisième but, arrêt-court, un voltigeur de gauche, de centre et de droite. Si le match est disputé dans un stade de la Ligue américaine, il y a aussi un frappeur désigné, qui est élu par les fans. Les lanceurs sont choisis par un vote des joueurs et les autres joueurs sont choisis par le gérant, jusqu'à ce qu'il y ait 31 joueurs dans chaque équipe. Par la suite, le public est invité à choisir parmi une liste de cinq joueurs pour chaque ligue l'identité du dernier membre de chaque équipe d'étoiles.

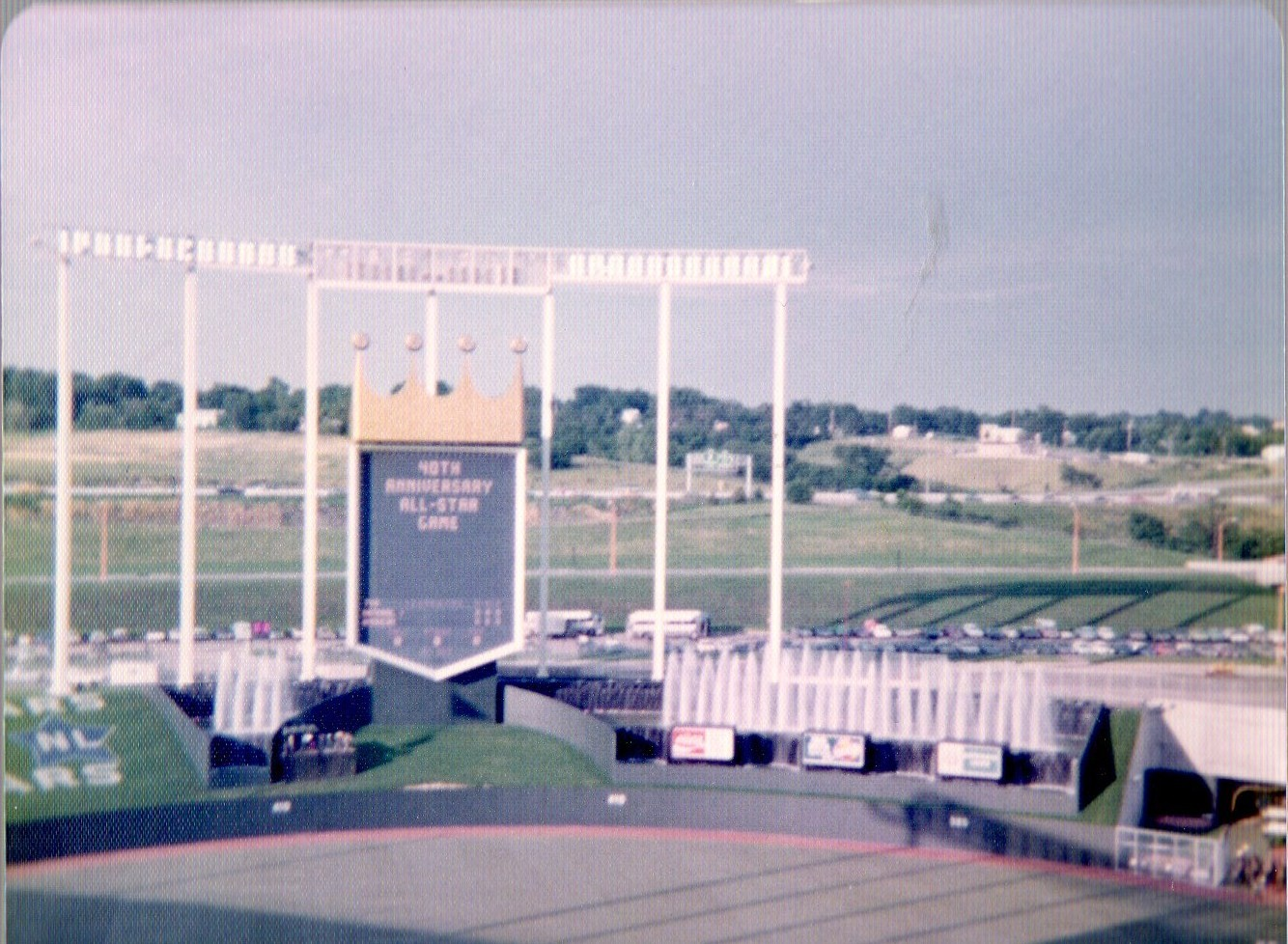
La d'étoiles, au Royals Stadium de Kansas City en 1973.

Lors des onze premiers affrontements, le gérant avait l'entière responsabilité de sélectionner les joueurs qui allaient composer l'équipe. De 1947 à 1957, les autorités du baseball majeur ont décidé d'impliquer le public en permettant aux partisans de sélectionner les formations partantes des deux ligues. De 1958 à 1969, la tâche est revenu entre les mains des gérants des deux formations, lesquels devaient toutefois tenir compte d'un vote tenu auprès de tous les joueurs des deux ligues et des gérants de toutes les équipes. Ce changement de procédure découlait du fait que, pour le match de 1957, les partisans des Reds de Cincinnati étaient parvenus à faire élire sept des huit joueurs partants. Depuis 1970, c'est le public qui détermine la composition des deux alignements partants.

## Stades

### Désignation des hôtes du match jusqu'en 2015
Les dirigeants du baseball majeur déterminent la ville qui sera l'hôtesse de l'événement. La tradition voulait que la partie ait lieu en alternance dans un stade de la Ligue nationale et de la Ligue américaine. Jusqu'à son abandon, cette règle non écrite n'avait été ignorée qu'à deux reprises : en 1951, l'organisation de la partie a été confiée aux Tigers de Detroit de la Ligue américaine, bien que le match précédent avait été attribué aux White Sox de Chicago, et en 2007, les Giants de San Francisco de la Ligue Nationale ont organisé l'événement, succédant aux Pirates de Pittsburgh. Dans ce dernier cas, le match de 2007 aurait dû revenir à une équipe de la Ligue américaine, mais les Yankees de New York ont présenté une demande pour repousser leur candidature à 2008, dernière année d'utilisation du Yankee Stadium. 

### Avantage du terrain
Le système d'alternance qui voulait que la Nationale soit la ligue hôtesse les années paires et l'Américaine les années impaires est donc inversée de 2008 à 2015. De 2015 à 2017, le match d'étoiles est pour la première fois programmé trois années de suite dans des stades de la Ligue nationale. Lorsque le club de Miami est en février 2015 annoncé comme hôte du match d'étoiles de 2017, le commissaire du baseball Rob Manfred confirme l'abandon du système d'alternance pour le choix des stades, mais pas pour les clubs hôtes, une désignation importante puisque le club qui « reçoit » a l'avantage de bénéficier du dernier tour au bâton. En 2016 à San Diego, dans un stade de la Ligue nationale, les étoiles de l'Américaine constituent le club hôte, et le seront les années paires.

## Liste des matchs des étoiles
| Match | Vainqueur | Score | Stade | Equipe hôte | Affluence | MVP |
| ----- | --- | --- | --- | --- | --- | --- |
| 1933  | Américaine | 4-2 | Comiskey Park | White Sox de Chicago | 47 595 | – |
| 1934  | Américaine | 9-7 | Polo Grounds | Giants de New York | 48 368 | – |
| 1935  | Américaine | 4-1 | Cleveland Stadium | Indians de Cleveland | 69 812 | – |
| 1936  | Nationale | 4-3 | National League Park | Bees de Boston | 25 556 | – |
| 1937  | Américaine | 8-3 | Griffith Stadium | Senators de Washington | 31 391 | – |
| 1938  | Nationale | 4-1 | Crosley Field | Reds de Cincinnati | 27 067 | – |
| 1939  | Américaine | 3-1 | Yankee Stadium | Yankees de New York | 62 892 | – |
| 1940  | Nationale | 4-0 | Sportsman's Park | Cardinals de Saint-Louis | 32 373 | – |
| 1941  | Américaine | 7-5 | Briggs Stadium | Tigers de Détroit | 84 674 | – |
| 1942  | Américaine | 3-1 | Polo Grounds | Giants de New York | 34 178 | – |
| 1943  | Américaine | 5-3 | Shibe Park | Athletics de Philadelphie | 31 938 | – |
| 1944  | Nationale | 7-1 | Forbes Field | Pirates de Pittsburgh | 29 589 | – |
| 1945  | Match annulé en raison des restrictions de voyages liées à la Seconde Guerre mondiale. Le match devait se tenir au Fenway Park de Boston.                   | Match annulé en raison des restrictions de voyages liées à la Seconde Guerre mondiale. Le match devait se tenir au Fenway Park de Boston.                   | Match annulé en raison des restrictions de voyages liées à la Seconde Guerre mondiale. Le match devait se tenir au Fenway Park de Boston.                   | Match annulé en raison des restrictions de voyages liées à la Seconde Guerre mondiale. Le match devait se tenir au Fenway Park de Boston.                   | Match annulé en raison des restrictions de voyages liées à la Seconde Guerre mondiale. Le match devait se tenir au Fenway Park de Boston.                   | Match annulé en raison des restrictions de voyages liées à la Seconde Guerre mondiale. Le match devait se tenir au Fenway Park de Boston.                   |
| 1946  | Américaine | 12-0 | Fenway Park | Red Sox de Boston | 34 906 | – |
| 1947  | Américaine | 2-1 | Wrigley Field | Cubs de Chicago | 41 123 | – |
| 1948  | Américaine | 5-2 | Sportsman's Park | Browns de Saint-Louis | 34 009 | – |
| 1949  | Américaine | 11-7 | Ebbets Field | Dodgers de Brooklyn | 32 577 | – |
| 1950  | Nationale | 4-3 (14) | Comiskey Park | White Sox de Chicago | 46 127 | – |
| 1951  | Nationale | 8-3 | Briggs Stadium | Tigers de Détroit | 52 075 | – |
| 1952  | Nationale | 3-2 (5) | Shibe Park | Phillies de Philadelphie | 32 785 | – |
| 1953  | Nationale | 5-1 | Crosley Field | Reds de Cincinnati | 30 846 | – |
| 1954  | Américaine | 11-9 | Cleveland Stadium | Indians de Cleveland | 69 751 | – |
| 1955  | Nationale | 6-5 (12) | County Stadium | Braves de Milwaukee | 45 643 | – |
| 1956  | Nationale | 7-3 | Griffith Stadium | Senators de Washington | 28 843 | – |
| 1957  | Américaine | 6-5 | Busch Stadium | Cardinals de Saint-Louis | 30 693 | – |
| 1958  | Américaine | 4-3 | Memorial Stadium | Orioles de Baltimore | 48 829 | – |
| 1959  | Nationale | 5-4 | Forbes Field | Pirates de Pittsburgh | 35 277 | – |
| 1959  | Américaine | 5-3 | Memorial Coliseum | Dodgers de Los Angeles | 55 105 | – |
| 1960  | Nationale | 5-3 | Municipal Stadium | Athletics de Kansas City | 30 619 | – |
| 1960  | Nationale | 6-0 | Yankee Stadium | Yankees de New York | 38 362 | – |
| 1961  | Nationale | 5-4 (10) | Candlestick Park | Giants de San Francisco | 44 115 | – |
| 1961  | Égalite | 1-1 | Fenway Park | Red Sox de Boston | 31 851 | – |
| 1962  | Nationale | 3-1 | D.C. Stadium | Senators de Washington | 45 480 | Maury Wills, Los Angeles (NL) |
| 1962  | Américaine | 9-4 | Wrigley Field | Cubs de Chicago | 38 359 | Leon Wagner, Los Angeles (AL) |
| 1963  | Nationale | 5-3 | Cleveland Stadium | Indians de Cleveland | 46 706 | Willie Mays, San Francisco (NL) |
| 1964  | Nationale | 7-4 | Shea Stadium | Mets de New York | 50 850 | Johnny Callison, Philadelphie (NL) |
| 1965  | Nationale | 6-5 | Metropolitan Stadium | Twins du Minnesota | 46 706 | Juan Marichal, San Francisco (NL) |
| 1966  | Nationale | 2-1 (10) | Busch Memorial Stadium | Cardinals de Saint-Louis | 49 936 | Brooks Robinson, Baltimore (AL) |
| 1967  | Nationale | 2-1 (15) | Anaheim Stadium | Angels de la Californie | 46 309 | Tony Perez, Cincinnati (NL) |
| 1968  | Nationale | 1-0 | Astrodome | Astros de Houston | 48 321 | Willie Mays, San Francisco (NL) |
| 1969  | Nationale | 9-3 | RFK Stadium | Senators de Washington | 45 259 | Willie McCovey, San Francisco (NL) |
| 1970  | Nationale | 5-4 (12) | Riverfront Stadium | Reds de Cincinnati | 51 838 | Carl Yastrzemski, Boston (AL) |
| 1971  | Américaine | 6-4 | Tiger Stadium | Tigers de Détroit | 53 559 | Frank Robinson, Baltimore (AL) |
| 1972  | Nationale | 4-3 (10) | Atlanta Stadium | Braves d'Atlanta | 53 107 | Joe Morgan, Cincinnati (NL) |
| 1973  | Nationale | 7-1 | Royals Stadium | Royals de Kansas City | 40 849 | Bobby Bonds, San Francisco (NL) |
| 1974  | Nationale | 7-2 | Three Rivers Stadium | Pirates de Pittsburgh | 50 706 | Steve Garvey, Los Angeles (NL) |
| 1975  | Nationale | 6-3 | County Stadium | Brewers de Milwaukee | 51 480 | Jon Matlack, New York (NL) Bill Madlock, Chicago (NL) |
| 1976  | Nationale | 7-1 | Veterans Stadium | Phillies de Philadelphie | 63 974 | George Foster, Cincinnati (NL) |
| 1977  | Nationale | 7-5 | Yankee Stadium | Yankees de New York | 56 683 | Don Sutton, Los Angeles (NL) |
| 1978  | Nationale | 7-3 | San Diego Stadium | Padres de San Diego | 51 549 | Steve Garvey, Los Angeles (NL) |
| 1979  | Nationale | 7-6 | Kingdome | Mariners de Seattle | 58 905 | Dave Parker, Pittsburgh (NL) |
| 1980  | Nationale | 7-2 | Dodger Stadium | Dodgers de Los Angeles | 56 088 | Ken Griffey, Sr., Cincinnati (NL) |
| 1981  | Nationale | 5-4 | Cleveland Stadium | Indians de Cleveland | 72 086 | Gary Carter, Montréal (NL) |
| 1982  | Nationale | 4-1 | Stade olympique de Montréal | Expos de Montréal | 59 057 | Dave Concepcion, Cincinnati (NL) |
| 1983  | Américaine | 13-3 | Comiskey Park | White Sox de Chicago | 43 801 | Fred Lynn, Californie (AL) |
| 1984  | Nationale | 3-1 | Candlestick Park | Giants de San Francisco | 57 756 | Gary Carter, Montréal (NL) |
| 1985  | Nationale | 6-1 | Hubert H. Humphrey Metrodome | Twins du Minnesota | 54 960 | LaMarr Hoyt, San Diego (NL) |
| 1986  | Américaine | 3-2 | Astrodome | Astros de Houston | 45 774 | Roger Clemens, Boston (AL) |
| 1987  | Nationale | 2-0 (13) | Oakland–Alameda County Coliseum | Athletics d'Oakland | 49 671 | Tim Raines, Montréal (NL) |
| 1988  | Américaine | 2-1 | Riverfront Stadium | Reds de Cincinnati | 55 837 | Terry Steinbach, Oakland (AL) |
| 1989  | Américaine | 5-3 | Anaheim Stadium | Angels de la Californie | 64 036 | Bo Jackson, Kansas City (AL) |
| 1990  | Américaine | 2-0 | Wrigley Field | Cubs de Chicago | 39 071 | Julio Franco, Texas (AL) |
| 1991  | Américaine | 4-2 | SkyDome | Blue Jays de Toronto | 52 383 | Cal Ripken, Jr., Baltimore (AL) |
| 1992  | Américaine | 13-6 | Jack Murphy Stadium | Padres de San Diego | 59 372 | Ken Griffey Jr., Seattle (AL) |
| 1993  | Américaine | 9-3 | Oriole Park at Camden Yards | Orioles de Baltimore | 48 147 | Kirby Puckett, Minnesota (AL) |
| 1994  | Nationale | 8-7 (10) | Three Rivers Stadium | Pirates de Pittsburgh | 59 568 | Fred McGriff, Atlanta (NL) |
| 1995  | Nationale | 3-2 | The Ballpark in Arlington | Rangers du Texas | 50 920 | Jeff Conine, Floride (NL) |
| 1996  | Nationale | 6-0 | Veterans Stadium | Phillies de Philadelphie | 62 670 | Mike Piazza, Los Angeles (NL) |
| 1997  | Américaine | 3-1 | Jacobs Field | Indians de Cleveland | 44 916 | Sandy Alomar, Cleveland (AL) |
| 1998  | Américaine | 13-8 | Coors Field | Rockies du Colorado | 51 267 | Roberto Alomar, Baltimore (AL) |
| 1999  | Américaine | 4-1 | Fenway Park | Red Sox de Boston | 34 187 | Pedro Martínez, Boston (AL) |
| 2000  | Américaine | 6-3 | Turner Field | Braves d'Atlanta | 51 323 | Derek Jeter, New York (AL) |
| 2001  | Américaine | 4-1 | Safeco Field | Mariners de Seattle | 47 364 | Cal Ripken, Jr., Baltimore (AL) |
| 2002  | Égalite | 7-7 (11) | Miller Park | Brewers de Milwaukee | 41 871 | – |
| 2003  | Américaine | 7-6 | U.S. Cellular Field | White Sox de Chicago | 47 609 | Garret Anderson, Anaheim (AL) |
| 2004  | Américaine | 9-4 | Minute Maid Park | Astros de Houston | 41 886 | Alfonso Soriano, Rangers (AL) |
| 2005  | Américaine | 7-5 | Comerica Park | Tigers de Détroit | 41 617 | Miguel Tejada, Baltimore (AL) |
| 2006  | Américaine | 3-2 | PNC Park | Pirates de Pittsburgh | 38 904 | Michael Young, Rangers (AL) |
| 2007  | Américaine | 5-4 | AT&T Park | Giants de San Francisco | 43 965 | Ichirō Suzuki, Seattle (AL) |
| 2008  | Américaine | 4-3 (15) | Yankee Stadium | Yankees de New York | 55 632 | J.D. Drew, Boston (AL) |
| 2009  | Américaine | 4-3 | Busch Stadium | Cardinals de Saint-Louis | 46 760 | Carl Crawford, Tampa Bay (AL) |
| 2010  | Nationale | 3-1 | Angel Stadium of Anaheim | Angels de Los Angeles | 45 408 | Brian McCann, Atlanta (NL) |
| 2011  | Nationale | 5-1 | Chase Field | Diamondbacks de l'Arizona | 49 033 | Prince Fielder, Milwaukee (NL) |
| 2012  | Nationale | 8-0 | Kauffman Stadium | Royals de Kansas City | 40 933 | Melky Cabrera, San Francisco (NL). |
| 2013  | Américaine | 3-0 | Citi Field | Mets de New York | 45 186 | Mariano Rivera, New York (AL) |
| 2014  | Américaine | 5-3 | Target Field | Twins du Minnesota | 41 048 | Mike Trout, Los Angeles (AL) |
| 2015  | Américaine | 6-3 | Great American Ball Park | Reds de Cincinnati | 43 656 | Mike Trout, Los Angeles (AL) |
| 2016  | Américaine | 4-2 | Petco Park | Padres de San Diego | 42 386 | Eric Hosmer, Kansas City (AL) |
| 2017  | Américaine | 2-1 (10) | Marlins Park | Marlins de Miami | 37 188 | Robinson Canó, Seattle (AL) |
| 2018  | Américaine | 8-6 (10) | Nationals Park | Nationals de Washington | 43 843 | Alex Bregman, Houston (AL) |
| 2019  | Américaine | 4-3 | Progressive Field | Indians de Cleveland | 36 747 | Shane Bieber, Cleveland (AL) |
| 2020  | Le match est annulé en raison du retard de la saison 2020 à la suite de la Pandémie de Covid-19. Le match devait se tenir au Dodger Stadium de Los Angeles. | Le match est annulé en raison du retard de la saison 2020 à la suite de la Pandémie de Covid-19. Le match devait se tenir au Dodger Stadium de Los Angeles. | Le match est annulé en raison du retard de la saison 2020 à la suite de la Pandémie de Covid-19. Le match devait se tenir au Dodger Stadium de Los Angeles. | Le match est annulé en raison du retard de la saison 2020 à la suite de la Pandémie de Covid-19. Le match devait se tenir au Dodger Stadium de Los Angeles. | Le match est annulé en raison du retard de la saison 2020 à la suite de la Pandémie de Covid-19. Le match devait se tenir au Dodger Stadium de Los Angeles. | Le match est annulé en raison du retard de la saison 2020 à la suite de la Pandémie de Covid-19. Le match devait se tenir au Dodger Stadium de Los Angeles. |
| 2021  | Américaine | 5-2 | Coors Field | Rockies du Colorado | 49 184 | Vladimir Guerrero Jr., Toronto (AL) |
| 2022  | Américaine | 3-2 | Dodger Stadium | Dodgers de Los Angeles | 52 518 | Giancarlo Stanton, New York (AL) |
| 2023  | Nationale | 3-2 | T-Mobile Park | Mariners de Seattle | 47 159 | Elías Díaz, Colorado (NL) |
| 2024  | Américaine | 5-3 | Globe Life Field | Rangers du Texas | 39 343 | Jarren Duran, Red Sox de Boston (AL) |
| 2025  | | | Truist Park | Braves d’Atlanta | 0 | |
| 2026  | | | Citizens Bank Park | Phillies de Philadelphie | 0 | |

## Exploits individuels
- Willie Mays, Stan Musial et Hank Aaron ont participé à 24 matchs des étoiles chacun.
- Au cours de sa carrière, Willie Mays y a frappé 23 coups sûrs en plus de marquer 20 points.
- Stan Musial totalise 6 coups de circuit lors de cette classique annuelle.
- Ted Williams compte 12 points produits en carrière dans des matchs d'étoiles.
- Ted Williams (1946) et Al Rosen (1954) sont les seuls joueurs qui ont récolté cinq points produits au cours d'un match.
- Ted Williams est le seul joueur qui a compté quatre points lors d'une seule partie (1946).
- Lefty Gomez a été le lanceur gagnant lors de trois parties d'étoiles.
- Don Drysdale a enregistré 19 retraits au bâton lors de ses apparitions au monticule.
- Fred Lynn est le seul frappeur qui a réussi un grand chelem (1983).
- Ichiro Suzuki a réussi le seul coup de circuit à l'intérieur du terrain (2007).
- Trois frappeurs ont réussi quatre coups sûrs lors d'un seul match des étoiles : Joe Medwick (1937), Ted Williams (1946) et Carl Yastrzemski (1970)
- Cinq frappeurs ont frappé deux circuits dans une seule partie des étoiles : Arky Vaughan (1941), Ted Williams (1946), Al Rosen (1954), Willie McCovey (1969) et Gary Carter (1981)